# États-Unis aux Jeux olympiques d'hiver de 1964
Les États-Unis participent aux Jeux olympiques d'hiver de 1964, organisés à Innsbruck en Autriche. Ce pays participe aux Jeux olympiques d'hiver pour la neuvième fois après sa présence à toutes les éditions précédentes. La délégation américaine, formée de 90 athlètes (71 hommes et 19 femmes), obtient sept médailles (un d'or, deux d'argent et quatre de bronze) et se classe au huitième rang du tableau des médailles.

## Médaillés
| Médaille                            | Nom                         | Discipline          | Épreuve             |
| ----------------------------------- | --------------------------- | ------------------- | ------------------- |
| Médaille d'or, Jeux olympiques      | Richard McDermott           | Patinage de vitesse | 500 mètres hommes   |
| Médaille d'argent, Jeux olympiques  | Billy Kidd                  | Ski alpin           | Slalom hommes       |
| Médaille d'argent, Jeux olympiques  | Jean Saubert                | Ski alpin           | Slalom géant femmes |
| Médaille de bronze, Jeux olympiques | Jimmy Heuga                 | Ski alpin           | Slalom hommes       |
| Médaille de bronze, Jeux olympiques | Jean Saubert                | Ski alpin           | Slalom femmes       |
| Médaille de bronze, Jeux olympiques | Scott Allen                 | Patinage de vitesse | Hommes simple       |
| Médaille de bronze, Jeux olympiques | Vivian Joseph Ronald Joseph | Patinage de vitesse | Couples             |

## Note
Les Soviétiques Ludmila Belousova et Oleg Protopopov remportent l'épreuve par couple devant les Allemands Marika Kilius et Hans-Jürgen Bäumler. La médaille de bronze est attribuée aux Canadiens Debbi Wilkes et Guy Revell. Les athlètes olympiques doivent être amateurs et, en 1966, Kilius et Bäumler doivent rendre leurs médailles à cause d'un contrat professionnel signé avant les Jeux. Les Canadiens reçoivent une médaille d'argent et les Américains Vivian et Ron Joseph, initialement quatrièmes, reçoivent une médaille de bronze. En 1987, le CIO décide cependant de rendre les médailles du couple allemand. Les résultats sont ensuite plongés dans la confusion puisque différents palmarès indiquent différentes informations. En 2013, le CIO indique que les Soviétiques ont la médaille d'or, les Canadiens et les Allemands se partagent la médaille d'argent et les Américains la médaille de bronze. Il précise que ce sont les résultats officiels depuis 1987,